# Otelfingen
Otelfingen är en ort och kommun i distriktet Dielsdorf i kantonen Zürich, Schweiz. Kommunen har 3 001 invånare (2023).